# Jeuxvideo
Jeuxvideo.com é um site especializado em jogos eletrônicos. Ele oferece notícias, recursos e principalmente vídeos de jogos eletrônicos em geral, que inclui vídeos de jogabilidade, trailers, entre outros.